# Ayrton Preciado
Eduar Ayrton Preciado García (Esmeraldas, 17 de julho de 1994) é um futebolista equatoriano que atua como um atacante. Atualmente joga pelo Aldosivi.

## Gols pela seleção
Placar e resultados listam primeiro o gol do Equador.
| Nº. | Data                | Local                                                  | Oponente  | Placar | Resultado | Competição           |
| --- | ------------------- | ------------------------------------------------------ | --------- | ------ | --------- | -------------------- |
| 1.  | 9 de junho de 2019  | AT&T Stadium, Arlington, Estados Unidos                | México    | 2–2    | 2–3       | Amistoso             |
| 2.  | 20 de junho de 2021 | Estádio Olímpico Nilton Santos, Rio de Janeiro, Brasil | Venezuela | 1–0    | 2–2       | Copa América de 2021 |